# Брекон-Біконс
51°53′00″ пн. ш. 3°26′00″ зх. д. / 51.883333333333° пн. ш. 3.4333333333333° зх. д.
Брекон-Біконс (валл. Bannau Brycheiniog , IPA: [ˈbanai̯ brəˈχəi̯njɔɡ]) — гірський масив у Південному Уельсі. 
У вузькому сенсі назва відноситься до низки вершин складених з Древнього червоного пісковика, що лежать на південь від Брекона. 
Іноді їх називають «Центральний Брекон», до них відносять найвищу гору Південного Уельсу Пен-і-Ван.
 
Хребет утворює центральну частину національного парку Брекон-Біконс, позначення, яке також охоплює хребти як на схід, так і на захід від «центральних маяків». 
Цю набагато ширшу територію також зазвичай називають «Брекон-Біконс», що містить пагорби Блек-Маунтінс на сході, а також хребет Блек-Маунтінс на заході. 
Найвищі вершини: Ван-Брайчейніог на заході та Пен-і-Ван у центральній частині. 
Вони мають ту саму основну геологію, що й центральний хребет, і тому демонструють багато подібних особливостей, таких як звернений на північ уступ і льодовикові особливості, такі як озера та cwms (цирки).

## Географія

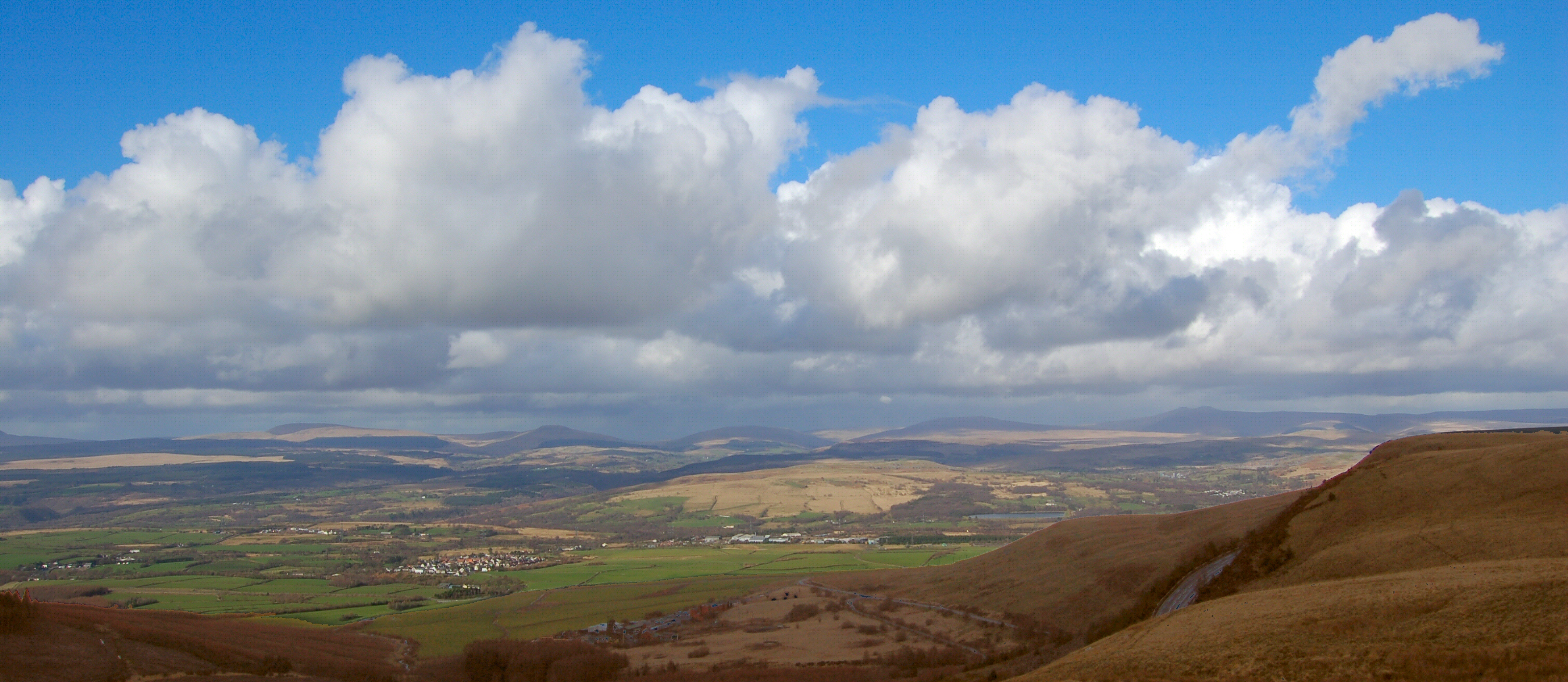
Брекон-Біконс, вид з півдня

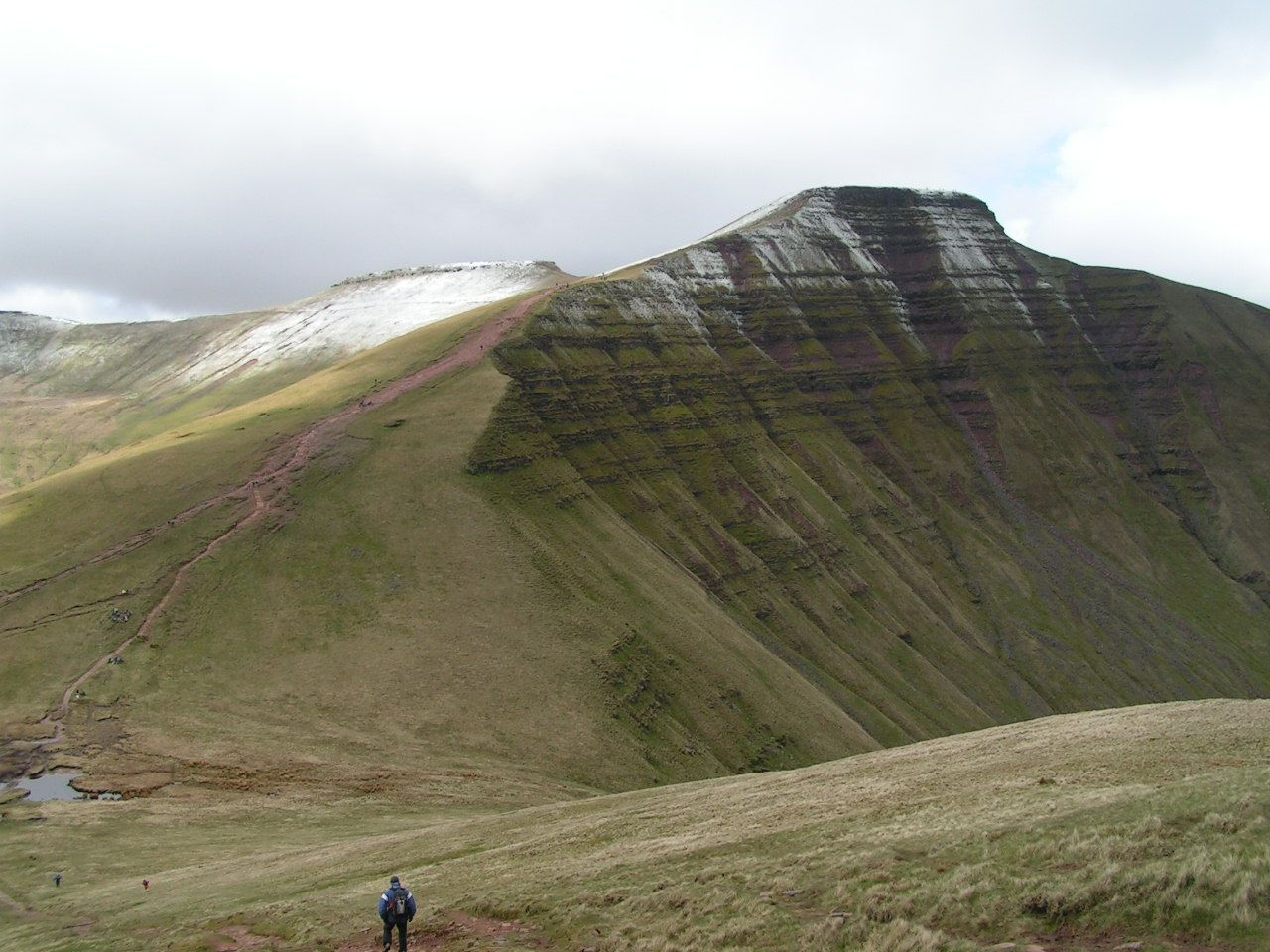
Пен-і-Ван, видно з Крібин (гора)

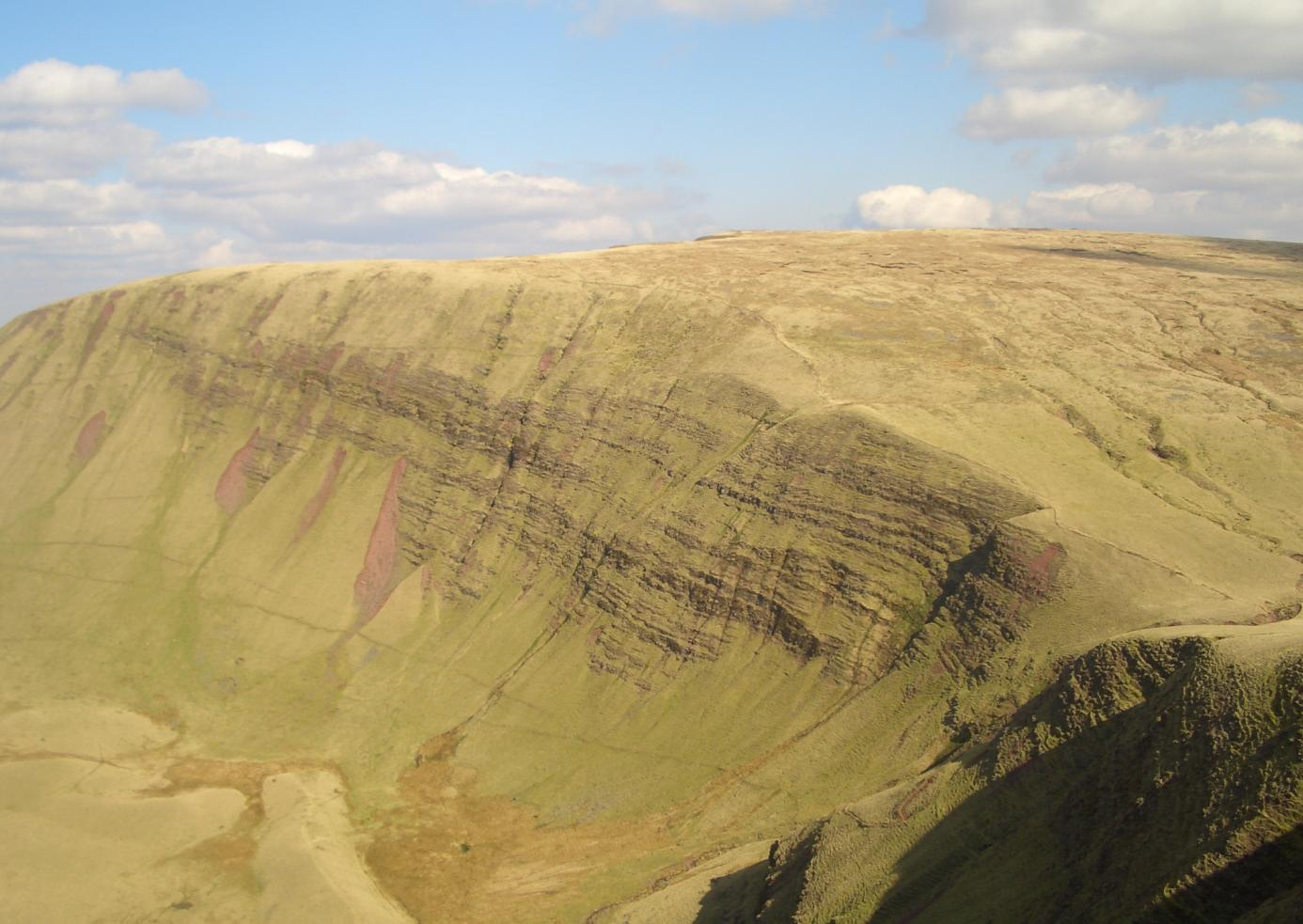
Ван-Брайчейніог, найвища вершина Блек-Маунтінс

Хребет Брекон-Біконс у вузькому значенні складається з шести основних вершин: із заходу на схід: Корн-Ду, (873 м), Пен-і-Ван, (886 м), Крібин, (795 м), Ван-і-Біг, (719 м), Bwlch y Ddwyallt, (754 м) і Воун-Ридд (769 м). Ці вершини утворюють довгий хребет, а ділянки, що з'єднуються з першими чотирма, утворюють форму підкови навколо верхів'їв Таф-Фечан, яка тече на південний схід. На північний схід від хребта, вкрапленого довгими паралельними відрогами, знаходяться чотири cwms, чотири долини або цирки з круглими головами; із заходу на схід це Cwm Sere, Cwm Cynwyn, Cwm Oergwm і Cwm Cwareli.
Вважається, що Бреконські маяки названі на честь давньої практики запалювання сигнальних вогнів (маяків) у горах для попередження про напади загарбників. 
Кругла лінія горизонту Таф-Фечан утворює хребет, широко відомий як Підкова Біконс.

### Геологія
Гори утворені зі древнього червоного пісковику, який датується пізнім силурійським і девонським часами.

## історія
Ця територія була заселена під час неоліту та наступної бронзової доби, найочевиднішою спадщиною останньої були численні могильники, які прикрашають пагорби в центрі та на заході Національного парку. Є особливо гарні приклади круглих курганів на Fan Brycheiniog, Pen y Fan і Corn Du. Перший був розкопаний у 2002–4 роках, а попіл у центральній цисті датований приблизно 2000 роком до нашої ери за допомогою радіовуглецевого датування. Ймовірно, до поховання клали вінок з таволгу. 
За часів залізної доби на цій території було засновано понад двадцять городищ. Найбільшими в Південному Уельсі, були два форти на вершині y Гарн гох поблизу Віфлеєма, Кармартеншир — y Gaer Fawr і y Gaer Fach — буквально «великий форт» і «маленький форт». Вважається колись були торговими та політичними центрами.
Коли римляни прийшли до Уельсу в 43 році нашої ери, вони розмістили в цьому районі понад 600 солдатів. Y Gaer, поблизу міста Брекон був їхньою основною базою. Під час норманського завоювання по всьому парку було зведено багато замків. Одним із найвідоміших є замок Каррег-Ценнен, але їх набагато більше. Бреконський замок нормандського походження. 
Є багато старих колій, якими протягом століть користувалися погоничі, щоб возити свою худобу та гусей на ринок в Англії. Погоні привезли Ulex, яке вони посіяли, щоб забезпечити їжею своїх овець.
Ця територія відіграла значну роль під час промислової революції, оскільки різну сировину, включаючи вапняк, кремнеземний пісок і залізняк, видобували для транспортування на південь до печей індустріалізованих долин Південного Уельсу. 

## Національний парк Брекон-Біконс

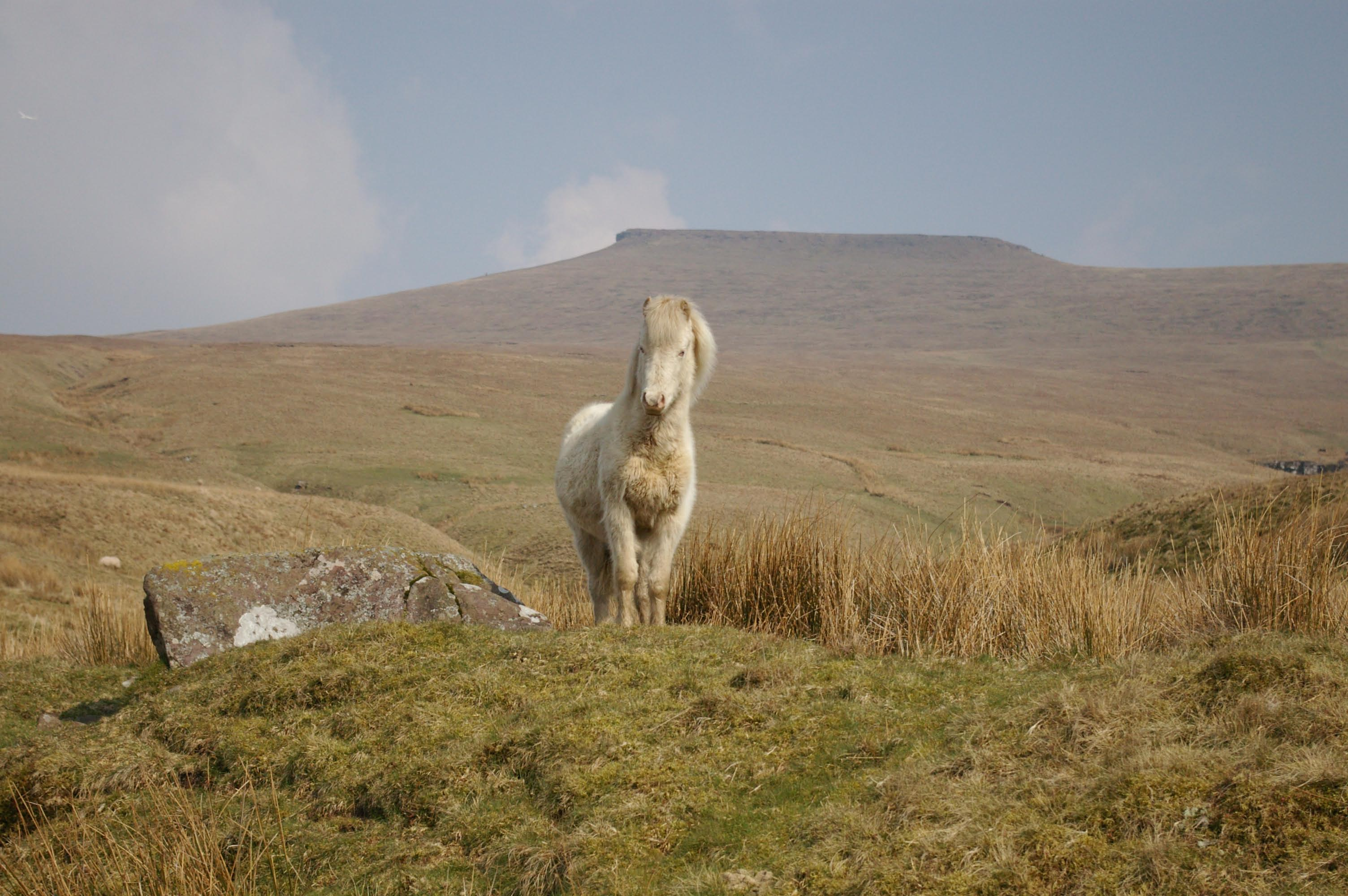

Брекон-Біконс — один із чотирьох гір і пагорбів у Південному Уельсі, які складають національний парк Брекон-Біконс. Національний парк був заснований у 1957 році, став третім із трьох парків Уельсу після Сноудонії у 1951 році та національного парку Пембрукшир-Кост у 1952 році.

## Гірський порятунок

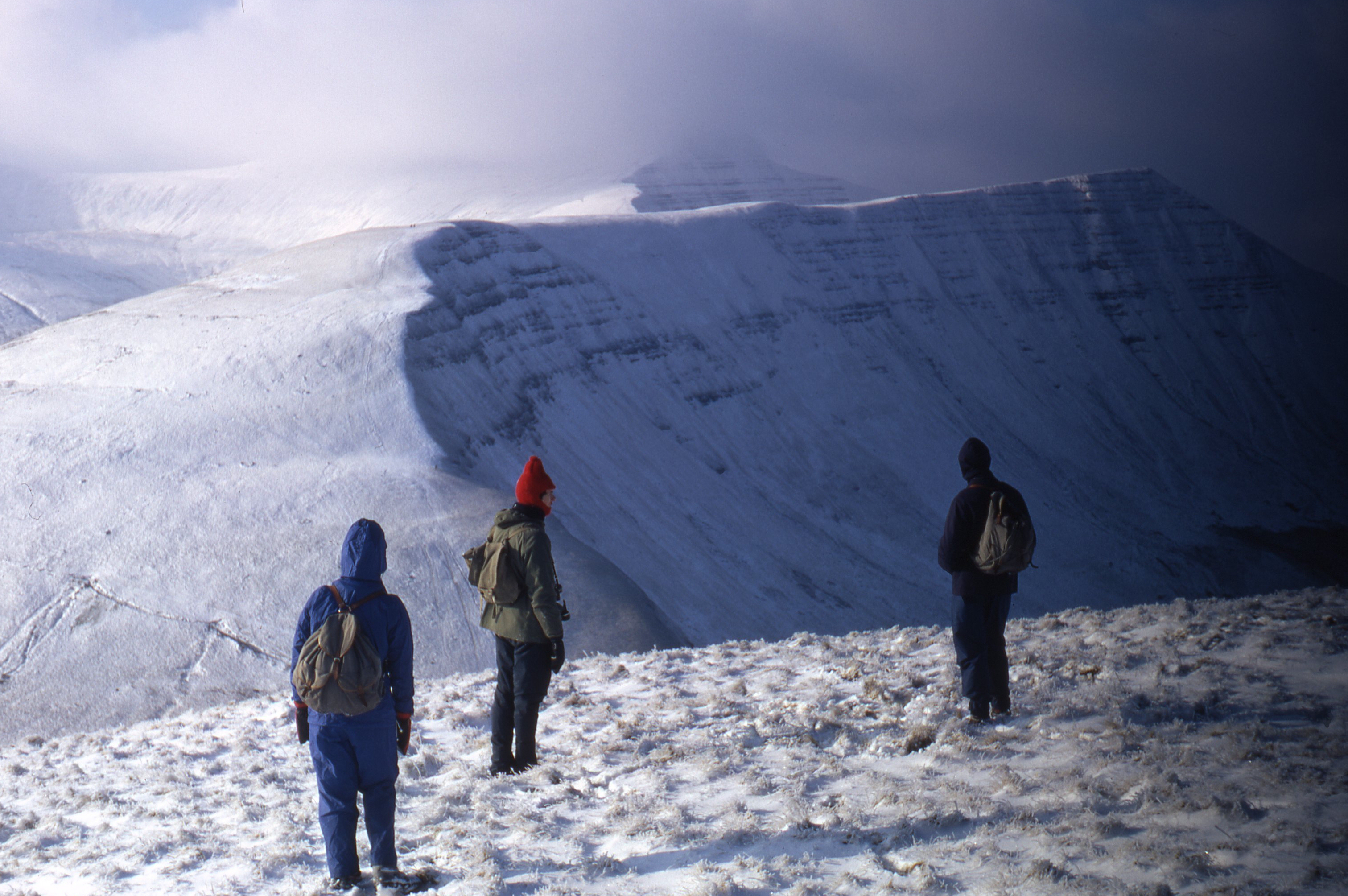
Маяки взимку

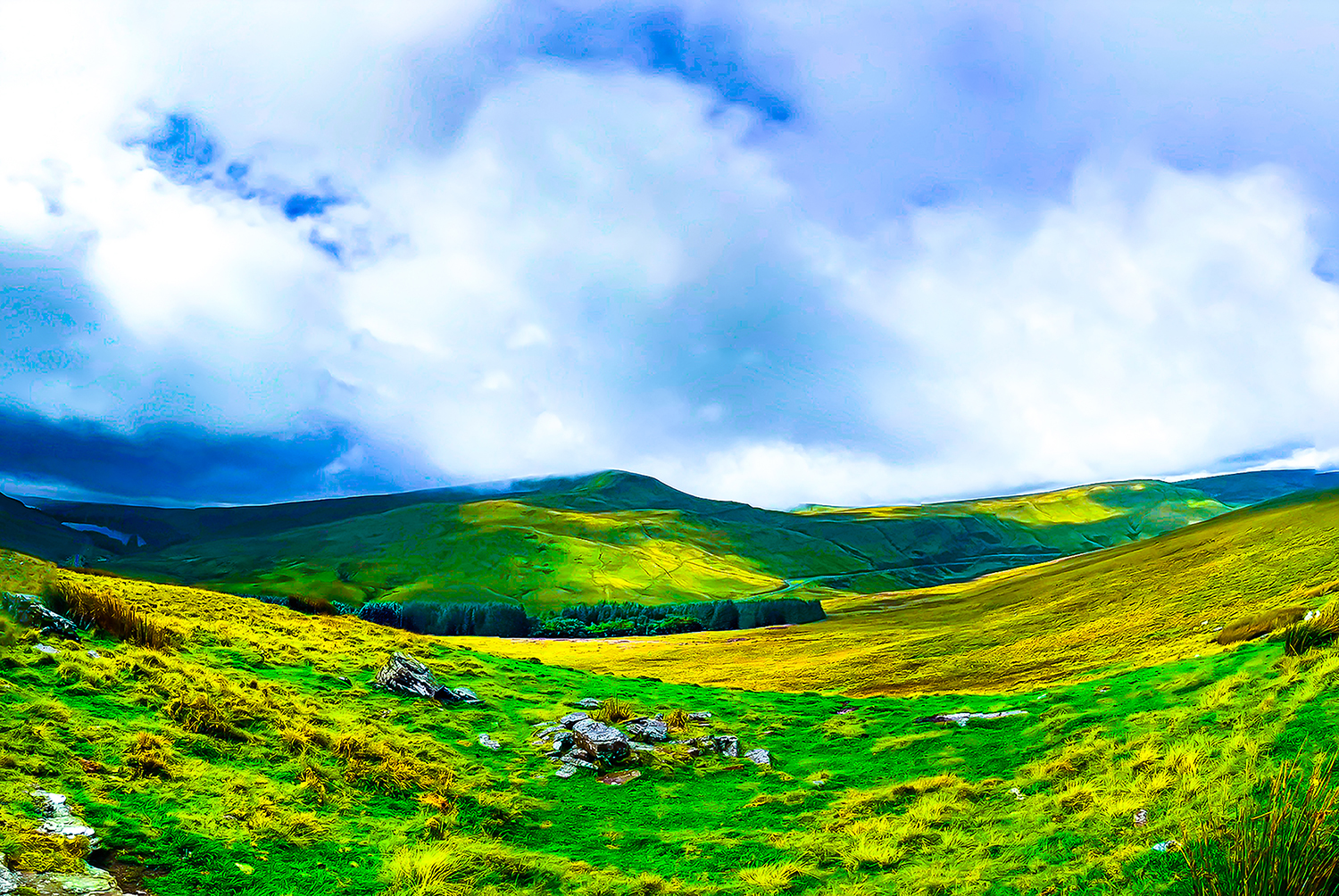
Маяки в похмурий день, влітку

Гірські рятувальники в південному Уельсі забезпечують п'ять волонтерських груп, загальне командування — поліція. У серйозних ситуаціях їм на допомогу приходять гелікоптери RAF Chivenor або RAF Valley. Це п'ять груп:
- CBMRT — гірська рятувальна команда Central Beacons
- BMRT — гірська рятувальна команда Брекона
- LMRT — гірська рятувальна команда Лонгтауна, яка базується на сході
- WBMSART — гірська пошуково-рятувальна група Western Beacons
- SARDA South Wales — Асоціація пошуково-рятувальних собак, що охоплює Південний і Середній Уельс

Групи фінансуються переважно за рахунок пожертв. Їхня робота не обмежується гірським порятунком — вони часто допомагають поліції в пошуку зниклих безвісти або вразливих людей у громаді.

## Військова підготовка
Brecon Beacons використовуються для навчання членів збройних сил Великобританії та військових резервістів. Армійська піхотна бойова школа розташована в Бреконі, і Спеціальна повітряна служба (SAS) використовує цю територію для перевірки придатності абітурієнтів. У липні 2013 року троє солдатів загинули від перегріву або теплового удару під час відбіркових навчань SAS. Капітан армії був знайдений мертвим на Корн Ду на початку року після навчання в морозну погоду для SAS.